# Karl Seemann (Politiker)

Karl Seemann

Karl Seemann (* 6. April 1886 in Spendin; † 18. Januar 1943 in Breesen) war ein deutscher Politiker (NSDAP). Er war Reichstagsabgeordneter der NSDAP und Landesbauernführer in Mecklenburg.

## Leben
Karl Seemann war der zweitälteste Sohn von Hugo Seemann und dessen Frau Caroline Friederike Alexandrine Henriette Kind (1859–1933), Tochter des Wirklich Geheimen Oberregierungsrates und Chefs der Bauverwaltung im Reichspostamt, August Kind.
Nach privatem Schulunterricht im Elternhaus besuchte er das Gymnasium und Realgymnasium in Güstrow bis 1902. Von 1904 bis 1907 erhielt er eine landwirtschaftliche Ausbildung, danach besuchte er die Landwirtschaftlichen Hochschulen in Halle (Saale) und Bonn. Zwischen 1908 und 1912 war er als landwirtschaftlicher Beamter tätig, anschließend weilte er zur Güterverwaltung in Estland. Nach Ausbruch des Ersten Weltkrieges geriet er als Privatperson in russische Kriegsgefangenschaft.
1918 konnte Seemann nach Deutschland zurückkehren, wo er bis 1925 die vom Vater gepachtete Domäne Breesen bei Gnoien verwaltete, deren Pacht er dann 1925 selbst übernahm.
1918 wurde er Bürgermeister der Gemeinde Breesen-Carlsthal und 1932 Kreisdeputierter des Kreises Rostock. Zu diesem Zeitpunkt war er bereits Mitglied der NSDAP, der er 1931 beitrat (Mitgliedsnummer 750.115). Von 1931 bis 1934 leitete er die NSDAP-Ortsgruppe Böhlendorf.
Seemann wurde 1933 für die NSDAP in den deutschen Reichstag gewählt, dem er bis zu seinem Tod angehörte. Gleichzeitig war er von August 1933 bis 1937 Landesbauernführer der Landesbauernschaft Mecklenburg im Reichsnährstand. Er wurde abgelöst von seinem Nachfolger, Friedrich Franz von Grote
1936 wurde er zum Obersturmbannführer ernannt und ein Jahr später wurde er SS-Standartenführer im Rasse- und Siedlungshauptamt des Reichsführers-SS (SS-Nummer 276.582).
Im Jahr 1943 beging er Selbstmord.